# Prisma (biograf)

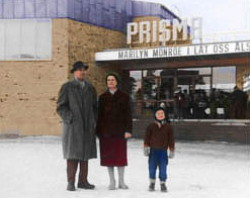
Prisma 1960 med filmen "Låt oss älska".

Prisma var en biograf i Hässelby gård, Stockholms kommun. Den öppnade i november 1960 och upphörde som allmän biograf i december 1984. Efter en renovering av lokalen 2004 återupptogs regelbundna filmvisningar igen men lades ner kort därefter.

## Historik

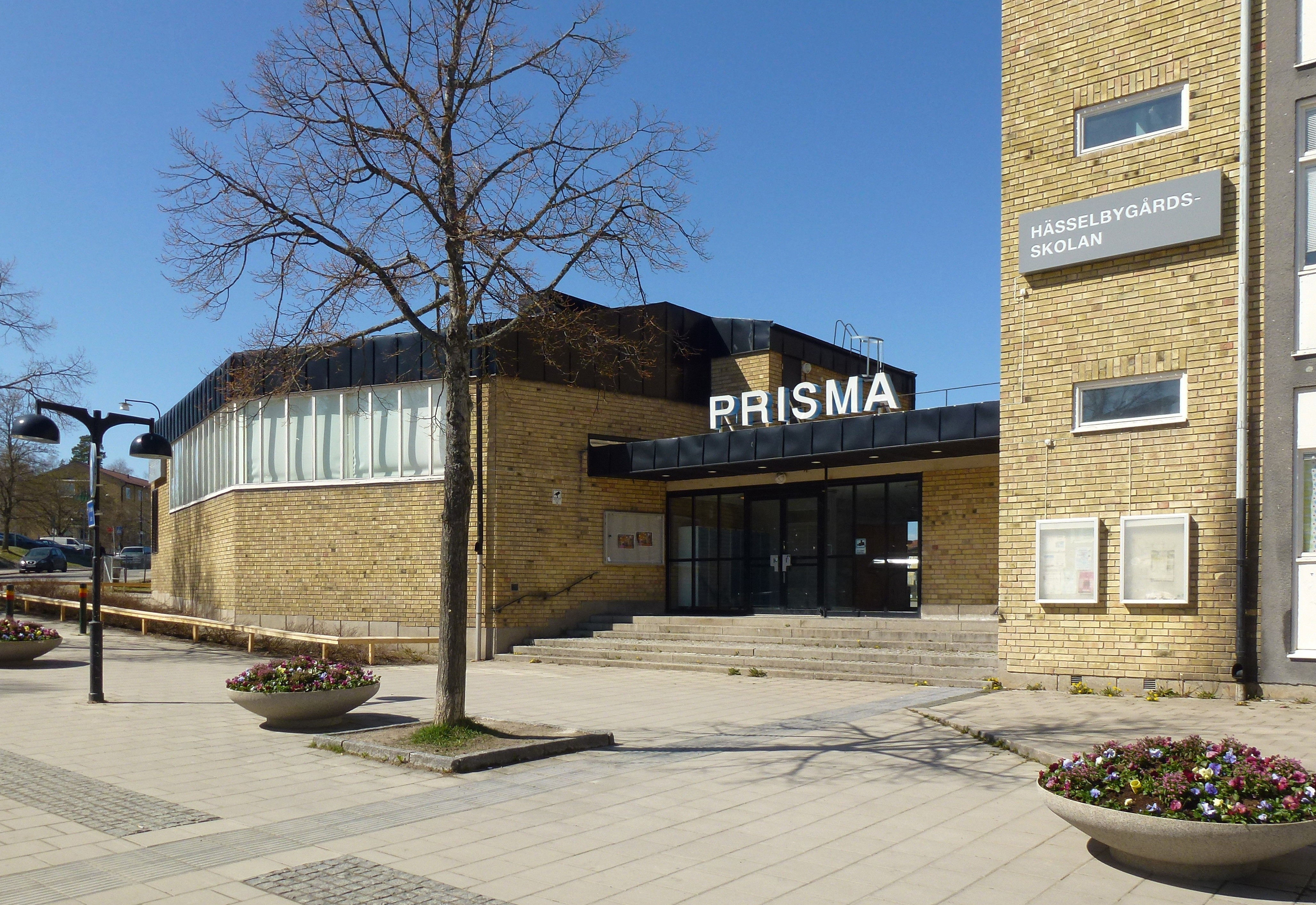
Prisma i maj 2013.

Biografsalongen hade dubbelfunktion. Dels skulle den fungera som aula till den nybyggda Hässelbygårdsskolan och dels som filmvisningslokal för allmänheten. Lokalen ritades av arkitekt Stig Åkermark och byggherre var Stockholms skolförvaltning. Över entrén mot torget anordnades ett skärmtak med  biografens namn ”PRISMA” i stora bokstäver ovanpå. Namnet hade framröstats av läsare av tidningen Västerort. Biografen öppnade den 21 november 1960 och som premiärfilm visades Låt oss älska med Marilyn Monroe i huvudrollen. 
I salongen, som hade en kraftig lutning fanns 375 fåtöljer med blå klädsel. Filmduken hade storlek 3x7 meter och man kunde visa filmer i Cinemascopeformat. Ridån hade formgivits av konstnären Tor Hörlin och visade utsikten från konstnärens ateljé vid Kornhamnstorg. Till en början sköttes biografverksamheten av Europafilm, men från och med april 1973 tog Västerorts kulturkommitté över driften. Därmed kunde Prisma överleva biografdöden, som utplånade många förortsbiografer. Den 6 december 1984 upphörde emellertid den regelbundna filmvisningen för allmänheten och fram till 1989 visade ”Kulturföreningen Prisma” matinéfilmer.

## Nypremiär
Under sommaren och hösten 2003 renoverades PRISMA och lokalen fick 316 platser. Verksamheten drevs av biografkedjan Eurostar. Fredagen den 4 mars 2005 var det världspremiären av filmen ”165 Hässelby”. Redan tre år senare lade Eurostar ner sina filmvisningar på grund av lönsamhetsproblem.”

## Teaterpjäs idag
Lokalen, som numera ägs av Hässelbygårdsskolan, används idag till dramaundervisning och av Hässelbygårdsskolans musikklasser. I december 2016 uppfördes Musikalen RENT 2.0! på Prisma. Egentligen skulle musikalen spelas upp i S:t Thomas kyrka i Vällingby under hösten 2016, men efter att planerna ändrades så erbjöd Hässelbygårdsskolan biografen/teatern Prisma. Detta uppskattades verkligen av teaterensemblen som under en tid saknade en lokal att uppföra pjäsen på. ”Tack vare Hässelbygårdsskolans hjälp att vi kan få vara i Teater Prisma så blir detta möjligt, säger regissören Thomas Creutz”. 
RENT 2.0! hade premiär den 18 december 2016 på Prisma.